# 戴錫章
戴錫章（1868年—1933年），字海珊，四川開縣人，開縣縣學廩生，年二十八歲中式光緒二十年甲午科四川鄉試舉人。光緒二十九年，新海防例掣籤分發主事。官法部主事。著名史家，撰有《西夏紀》。民國時曾入史館參與協修《清史稿》。回鄉后領銜修《開縣志》，未成而卒，享年六十五歲。